# Utica (New York)
Utica település az USA New York államában, Oneida megyében, melynek megyeszékhelye is. Lakosainak száma 65 283 fő (2020. április 1.).

## Népesség
A település népességének változása:

| 2010 | 62 235 |
| 2020 | 65 283 |